# Jars of Clay

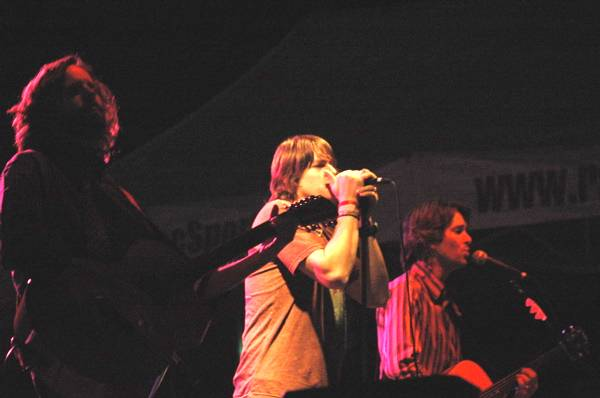
Jars of Clay v roce 2007 na Texaské univerzitě v Austinu

Jars of Clay je křesťanská rocková kapela z amerického Nashvillu v Tennessee, která se dala dohromady na Greenville College v Illinois. Žánrově se pohybuje mezi alternativním rockem, folkrockem a blues-rockem.
Jméno kapely je dovozeno z biblického verše 4,2 z druhého listu Korintským, který v překladu New International Version zní: „But we have this treasure in jars of clay to show that this all-surpassing power is from God and not from us.“, což je v českém kralickém překladu „Mámeť pak poklad tento v nádobách hliněných, aby důstojnost té moci byla Boží, a ne z nás,“.
Skupina má čtyři členy. Dan Haseltine je zpěvák, Charlie Lowell hraje na klavír nebo jiný klávesový nástroj, Stephen Mason hraje sólovou kytaru a Matthew Odmark hraje rytmickou kytaru. Skupina nemá trvale žádnou basovou kytaru ani bicí, ovšem na koncertech obojí bývá často zastoupeno hosty.